# José Ramón García Hernández
José Ramón García Hernández (Ávila, 5 de julio de 1971) es un diplomático, escritor, académico y político español. Es el embajador de España en Croacia (desde 2025).

## Biografía

### Primeros años y formación
Nació en Ávila en 1971. Obtuvo la licenciatura en Ciencias Económicas y Empresariales en ICADE, de la Universidad Pontificia Comillas de Madrid; y la licenciatura en Ciencias Políticas y Sociología por la  Universidad Nacional de Educación a Distancia (UNED). Obtuvo el doctorado en Ciencias Políticas en la Universidad Complutense de Madrid con una tesis sobre el pensamiento del filósofo Edmund Burke y la repuesta liberal a la crisis de legitimidad política del siglo xviii. Además, se diplomó en Altos Estudios de la Defensa por el Centro Superior de Estudios de la Defensa Nacional (CESEDEN), y ha cursado el programa de liderazgo para la Gestión Pública del IESE, de la Universidad de Navarra, y el Executive Management Program de la Columbia University de Nueva York.

### Vida docente, diplomática y política
Ha ejercido la docencia en varias universidades y Escuelas de Negocios tanto nacionales como internacionales. Es Secretario General del CLC, think tank privado dedicado a las cuestiones noratlánticas y de política norteamericana y británica. 
En 2004 fue destinado a la legación diplomática española en Bosnia y Herzegovina; después de esta experiencia, publicó el libro Cartas de Sarajevo: reflexiones de política y relaciones internacionales. Estuvo destinado en la Embajada de España en Bulgaria y en la Escuela Diplomática junto a diversos puestos en el Ministerio de Asuntos Exteriores (España).
En febrero de 2012 fue nombrado secretario ejecutivo de Relaciones Internacionales del Partido Popular (PP). Miembro del Comité Ejecutivo Nacional del PP y Chairman Asssistant de la IDU, en abril de 2014 accedió al Congreso de los Diputados por la circunscripción de Madrid en sustitución de Ignacio Astarloa, y fue reelegido por Ávila en las generales de 2015 y 2016.
Portavoz de Asuntos Exteriores y vicepresidente de la Delegación española en el Consejo de Europa entre otras comisiones y desempeños parlamentarios.
Autor de varios centenares de artículos publicados en prensa, principalmente en el Diario de Ávila ha publicado dos libros adicionales a "Cartas de Sarajevo": "Reflexiones desde fuera de la Muralla" y " La solución reformista liberal de Edmund Burke a la Revolución Francesa"
Aspirante a liderar la presidencia del PP en 2018, el anuncio de su precandidatura de cara a las primarias previas a la celebración del XIX Congreso del PP fue considerada dentro del partido como representante del «voto liberal conservador y católico».
Fue diputado en el Congreso durante las x, xi y xii legislaturas.
Fue embajador de España en Noruega, con concurrencia en Islandia (2020-2024).

## Obras

#### Libros:
- Cartas de Sarajevo. Reflexiones de política y relaciones internacionales (Pamplona, 2011).
- Edmund Burke. La solución liberal reformista para la Revolución francesa (Madrid, 2016).

## Cargos políticos
| Predecesor: - | Secretario de Relaciones Internacionales del Partido Popular 18 de febrero de 2012-julio de 2019 | Sucesor: Valentina Martínez Ferro |

- Datos: Q27755484
- Multimedia: José Ramón García Hernández / Q27755484